# راندي مور
راندي مور (بالإنجليزية: Randy Moore)‏ هو لاعب كرة قاعدة أمريكي، ولد في 21 يونيو 1906 في نابلس في الولايات المتحدة، وتوفي في 12 يونيو 1992 في ماونت بليزانت في الولايات المتحدة.

## وصلات خارجية
- راندي مور على موقعبيزبول رفرنس.كوم (الدوري الرئيسي) (الإنجليزية)
- راندي مور على موقعبيزبول رفرنس.كوم (الدوري الثانوي) (الإنجليزية)